# Astrid Lindgrens Näs
Astrid Lindgrens Näs er et kulturcenter i Vimmerby, Kalmar län, Småland, Sverige, bestående af flere bygninger med tilknytning til Astrid Lindgrens liv og forfatterskab. Centeret består først og fremmest af huset, hvor forfatteren blev født og voksede op, den gamle præstegård, der er indrettet som et videnscenter, og en pavillon.
Pavillonen blev åbnet i 2007. Den første udstilling i pavillonen, "Hela världens Astrid Lindgren", kom i stand på initiativ af "Stiftelsen för bevarandet av Astrid Lindgrens gärning". Bygningen indeholder café og biograf.
I Astrid Lindgrens barndomshjem er hele førstesalen intakt, og ser i dag ud akkurat som da hun var barn. Näs blev åbnet for publikum den i november 1998. Præstegården ombygget til et videnscenter med omfattende bibliotek stillet til rådighed for forskning i emner, der berører Astrid Lindgren kunst og forfatterskab.
I Vimmerby findes også temaparken Astrid Lindgrens Värld.